# Vùng địa sinh học phương Bắc
Vùng địa sinh học phương Bắc là khu vực địa sinh học của Bắc Âu bao gồm chủ yếu là rừng lá kim và vùng đất ngập nước.

## Mức độ rộng
Ủy ban Châu Âu và Hội đồng Châu Âu đã xác định Vùng địa sinh học phương Bắc phục vụ cho mục đích báo cáo về các nỗ lực và kết quả bảo tồn. Vùng địa sinh học phương Bắc của Liên minh Châu Âu bao gồm phần lớn biển Baltic, các quốc gia Baltic gồm Estonia, Latvia và Litva, và hầu hết Thụy Điển và Phần Lan. Khu vực địa sinh học này kéo dài về phía đông vào Nga. Phần lớn đất đai nằm ở độ cao dưới 500 mét (1.600 ft) và khá bằng phẳng. Phía bắc của khu vực hợp nhất vào rừng và lãnh nguyên của Vùng địa sinh học Bắc cực, trong khi phía nam sáp nhập vào các khu rừng lá sớm rụng của Vùng địa sinh học lục địa. Ở phía tây, vùng đất dâng lên thành vùng núi Fennoscandia, thuộc Vùng địa sinh học núi cao.

## Môi trường
60% đất đai trong phần thuộc Liên minh châu Âu của vùng địa sinh học này được rừng che phủ, nhưng phần lớn trong số này là rừng trồng thương mại. Dưới 5-10% diện tích rừng là rừng nguyên sinh. Rừng taiga điển hình ở phía tây có vân sam Na Uy (Picea abies) và thông Scots (Pinus sylvestris) mọc trên đất nông phủ đầy rêu, địa y và cây bụi thạch nam.
Petersen và cộng sự trong bài đánh giá năm 1995 về các con sông Bắc Âu phân biệt hai vùng địa sinh học trong Khiên Fennoscandia. Nhóm sông rừng hỗn hợp phía Nam của họ ở phía đông nam Phần Lan có những dòng sông, suối ngắn, có độ dốc thấp trong rừng lá kim hỗn hợp, kết nối nhiều ao hồ nước trong vắt hoặc nhiều mùn, đầm lầy than bùn và vùng đất ngập nước, chồng lấn với vùng rừng thưa-phương bắc. Toàn bộ lưu vực sông Neva có thể được gán cho khu vực này. Khu vực còn lại là nhóm sông phương bắc của họ với "những dòng sông, suối có độ dốc cao trong các khu rừng lá kim và lá sớm rụng của vùng thảm thực vật phương bắc".

## Bảo tồn
Trong Liên minh châu Âu, danh sách các địa điểm Natura 2000 ở Vùng địa sinh học phương Bắc đã được thông qua vào tháng 1 năm 2005 và kể từ đó đã được cập nhật nhiều lần. Tính đến năm 2009, đã có 6.266 địa điểm Tầm quan trọng Cộng đồng theo Chỉ thị Môi trường sống bao phủ diện tích trên 111.000 kilômét vuông (43.000 dặm vuông Anh) và 1.165 Khu vực bảo vệ đặc biệt theo Chỉ thị Chim. Một số địa điểm thuộc cả hai loại. Giữa chúng, chúng chiếm hơn 12% diện tích đất ở Vùng địa sinh học phương Bắc của Liên minh Châu Âu.